# American Basketball League 1944-1945
La stagione 1944-1945 della American Basketball League fu la 18ª nella storia della lega. Vinsero il titolo i Philadelphia Sphas, al 7º successo della loro storia.

## Classifica

### Prima fase
|    | Classifica prima fase 1943-1944          | V  | P  |
| -- | ---------------------------------------- | -- | -- |
| 1. | Philadelphia Sphas                       | 22 | 8  |
| 2. | Trenton Tigers                           | 21 | 9  |
| 3. | Wilmington Bombers                       | 14 | 14 |
| 4. | Baltimore Bullets                        | 14 | 16 |
| 5. | Westchester Indians/New York Gothams*    | 11 | 15 |
| 6. | Washington Capitols/Paterson Crescents** | 3  | 23 |

- I Westchester Indians si sono trasferiti a New York il 20 gennaio 1945.
- I Washington Capitols si sono trasferiti a Paterson il 1º gennaio 1945.

## Finale
Fase finale al meglio delle 3 partite.
|  | Finale |                    |    |    |    |  |
|  |        |                    |    |    |    |  |
|  | 1      | Philadelphia Sphas | 57 | 46 | 46 |  |
|  | 4      | Baltimore Bullets  | 32 | 47 | 40 |  |

## Formazione vincitrice
Giocatori con il maggior numero di presenze (superiore a 15):
|  | Naz.                   | Ruolo | Sportivo          |  |  |  |  |
|  | ---------------------- | ----- | ----------------- |  |  |  |  |
|  | Stati Uniti (bandiera) | P     | Inky Lautman      |  |  |  |  |
|  | Stati Uniti (bandiera) | P     | Art Hillhouse     |  |  |  |  |
|  | Stati Uniti (bandiera) | P     | Dutch Garfinkel   |  |  |  |  |
|  | Stati Uniti (bandiera) | P     | Bernie Opper      |  |  |  |  |
|  | Stati Uniti (bandiera) | P     | Irv Torgoff       |  |  |  |  |
|  | Stati Uniti (bandiera) | P     | Ossie Schectman   |  |  |  |  |
|  | Stati Uniti (bandiera) | P     | Irv Rothenberg    |  |  |  |  |
|  | Stati Uniti (bandiera) | P     | Lenny Rader       |  |  |  |  |
|  | Stati Uniti (bandiera) | P     | Howie Rader       |  |  |  |  |
|  | Stati Uniti (bandiera) | P     | Chink Morganstine |  |  |  |  |
|  | Stati Uniti (bandiera) | P     | Bill Levine       |  |  |  |  |
|  | Stati Uniti (bandiera) | P     | Petey Rosenberg   |  |  |  |  |
|  | Stati Uniti (bandiera) | P     | Jerry Fleishman   |  |  |  |  |